# SQL Server Express
SQL Server Express est la version gratuite de Microsoft SQL Server, un système de gestion de base de données (SGBD) incorporant entre autres un SGBDR (SGBD relationnel ») développé et proposé au téléchargement par la société Microsoft. Il fonctionne sous les systèmes d'exploitation Microsoft Windows ainsi que sur les systèmes Linux depuis la version 2017.

## Fonctionnalités
Contrairement à Microsoft SQL Server, SQL Server Express est limité à la prise en charge de 4 cœurs, 4 Go de mémoire vive, avec des bases d'une taille de 10 Go maximum.

## Historique des versions
| Version                         | Date de sortie | Date de fin de support | Date de fin de support étendu | Systèmes d'exploitation supportés |
| ------------------------------- | -------------- | ---------------------- | ----------------------------- | --- |
| SQL Server 2005 Express Edition | 07/11/2005     | 12/04/2011             | 12/04/2016                    | Windows 2000 Service Pack 4, Windows XP Service Pack 2, Windows Server 2003 Service Pack, Windows 7 Service Pack 1 (only SQL Server 2005 Express Edition SP4)                                                                                      |
| SQL Server 2008 Express         | 08/02/2009     | 08/07/2014             | 09/07/2019                    | Windows XP Service Pack 2, Windows XP Service Pack 3, Windows Vista, Windows Vista Service Pack 1, Windows Server 2003 Service Pack 2, Windows Server 2008                                                                                         |
| SQL Server 2008 R2 Express      | 16/04/2010     | 08/07/2014             | 09/07/2019                    | Windows XP, Windows Vista, Windows 7, Windows 8, Windows Server 2003, Windows Server 2008, Windows Server 2008 R2, Windows Server 2012, Windows Server 2012 R2                                                                                     |
| SQL Server 2012 Express         | 14/05/2012     | 11/07/2017             | 12/07/2022                    | Windows Vista Service Pack 2, Windows 7, Windows 7 Service Pack 1, Windows 8, Windows 8.1, Windows Server 2008, Windows Server 2008 R2, Windows Server 2008 R2 SP1, Windows Server 2012, Windows Server 2012 R2                                    |
| SQL Server 2014 Express         | 01/04/2014     | 09/07/2019             | 09/07/2024                    | Windows 7 Service Pack 1, Windows 8, Windows 8.1, Windows 10, Windows Server 2008 SP2, Windows Server 2008 R2 SP1, Windows Server 2012, Windows Server 2012 R2                                                                                     |
| SQL Server 2016 Express         | 01/06/2016     | 13/07/2021             | 14/07/2026                    | Windows 8, Windows 8.1, Windows 10, Windows Server 2012, Windows Server 2012 R2, Windows Server 2016 |
| SQL Server 2017 Express         | 29/09/2017     | 11/10/2022             | 12/10/2027                    | Windows 8, Windows 8.1, Windows 10, Windows Server 2012, Windows Server 2012 R2, Windows Server 2016*, Red Hat Enterprise Linux 7.3 or 7.4, SUSE Enterprise Linux Server v12 SP2, Ubuntu 16.04LTS, Docker Engine 1.8+ (sur Windows, Mac, ou Linux) |
| SQL Server 2019 Express         | 04/11/2019     | 07/01/2025             | 08/01/2030                    | Windows 10 TH1 1507 or supérieur, Windows Server 2016 or supérieur, Red Hat Enterprise Linux 7.3 or supérieur, SUSE Enterprise Linux Server v12 SP2, Ubuntu 16.04LTS, Docker Engine 1.8+ (on Windows, Mac, or Linux)                               |

- N'inclut pas Windows Server 2016 "Essentials" Edition